# 4684 Бенджойя
4684 Бенджойя (4684 Bendjoya) — астероїд головного поясу, відкритий 10 квітня 1978 року.
Тіссеранів параметр щодо Юпітера — 3,513.